# 福泉寺 (西東京市)
福泉寺（ふくせんじ）は東京都西東京市下保谷にある日蓮宗の寺、山号は保谷山、院号は妙解院と号する。保谷駅北口ロータリーを発しこの寺院の前を通る道路は、「福泉寺通り」と呼ばれる。旧本山は練馬区妙福寺、達師法縁。

## 歴史
1587年（天正14年）1月16日、日眼上人による創建と伝えられている。下保谷村惣鎮守の三十番神社（現天神社）の別当寺であった。このため、神仏分離により三十番神信仰が禁止された際に三十番神社の神像は当寺に移され、今日まで保存されている。

## 文化財
木彫彩色三十番神神像 - 西東京市指定文化財第30号
1868年（明治元年）に神仏分離に基づく施策として三十番神信仰は禁止となり、下保谷村の村鎮守三十番神も廃止されて天神社となった。その際、その神像は密かに別当寺であった当寺に移された。この三十番神神像は、江戸時代後期頃の作で、下保谷村における近世末期までの村鎮守信仰の伝統を物語る貴重な歴史遺産である。

## 交通
- 西武池袋線保谷駅から徒歩9分。

## ギャラリー

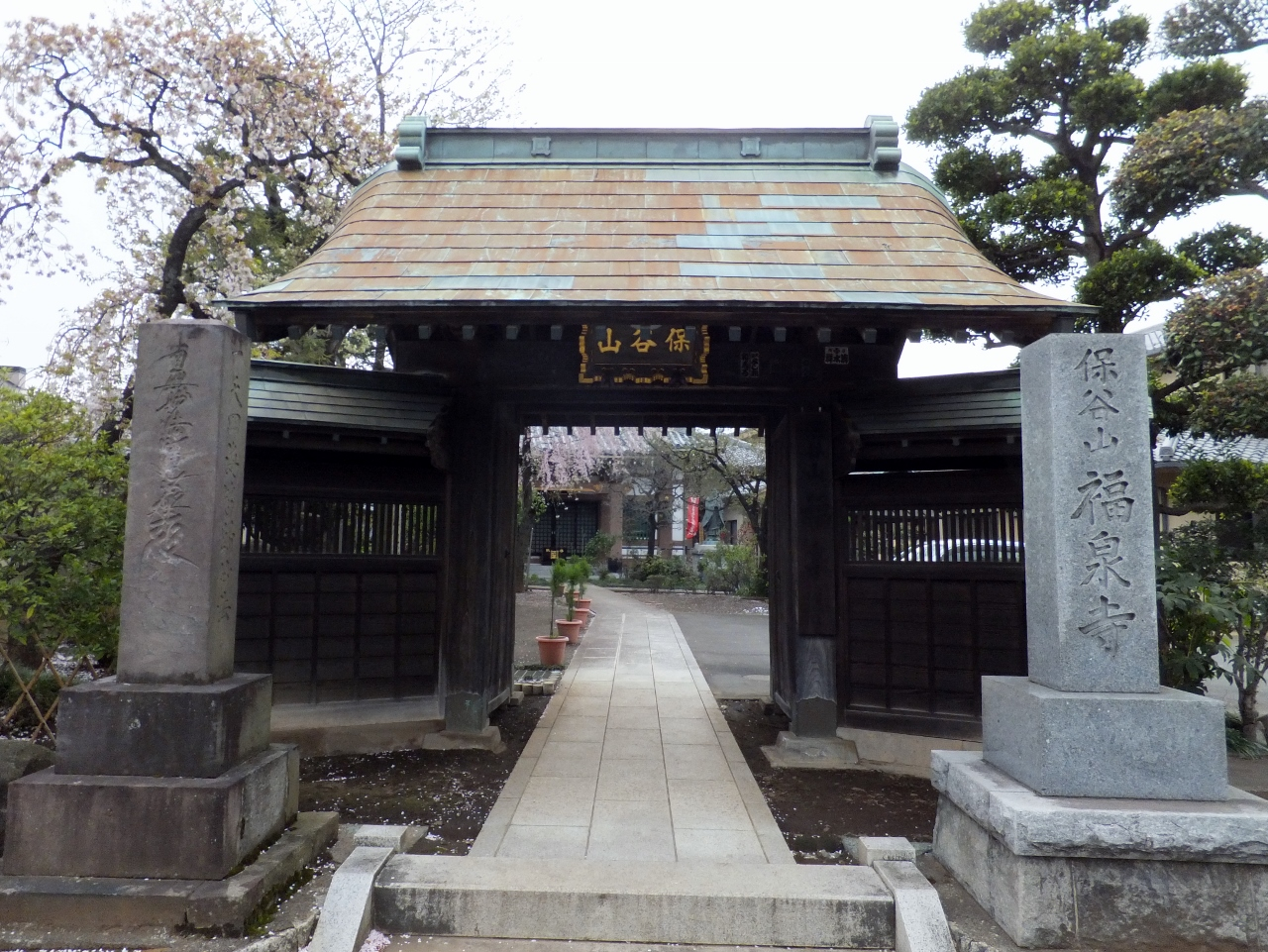
山門 （2016年4月9日撮影）
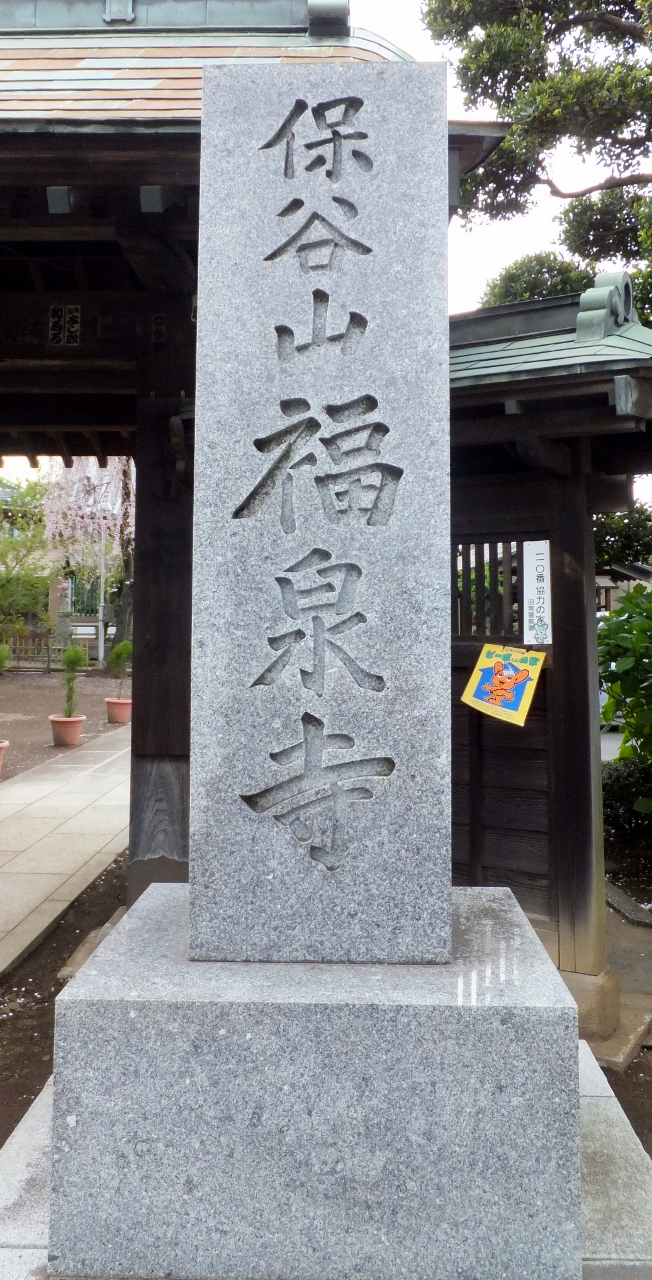
寺標 （2016年4月9日撮影）
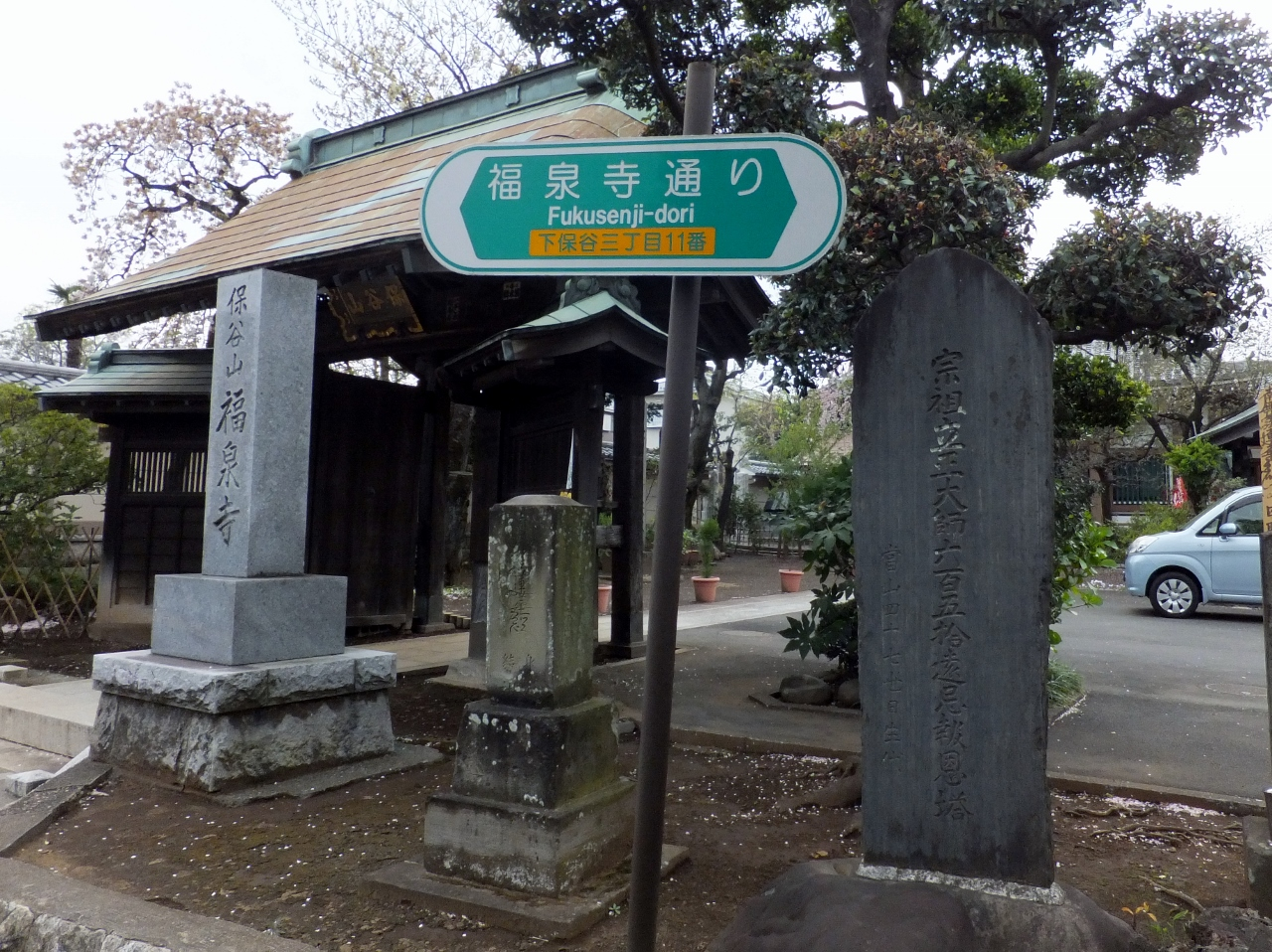
福泉寺通りの標識 （2016年4月9日撮影）
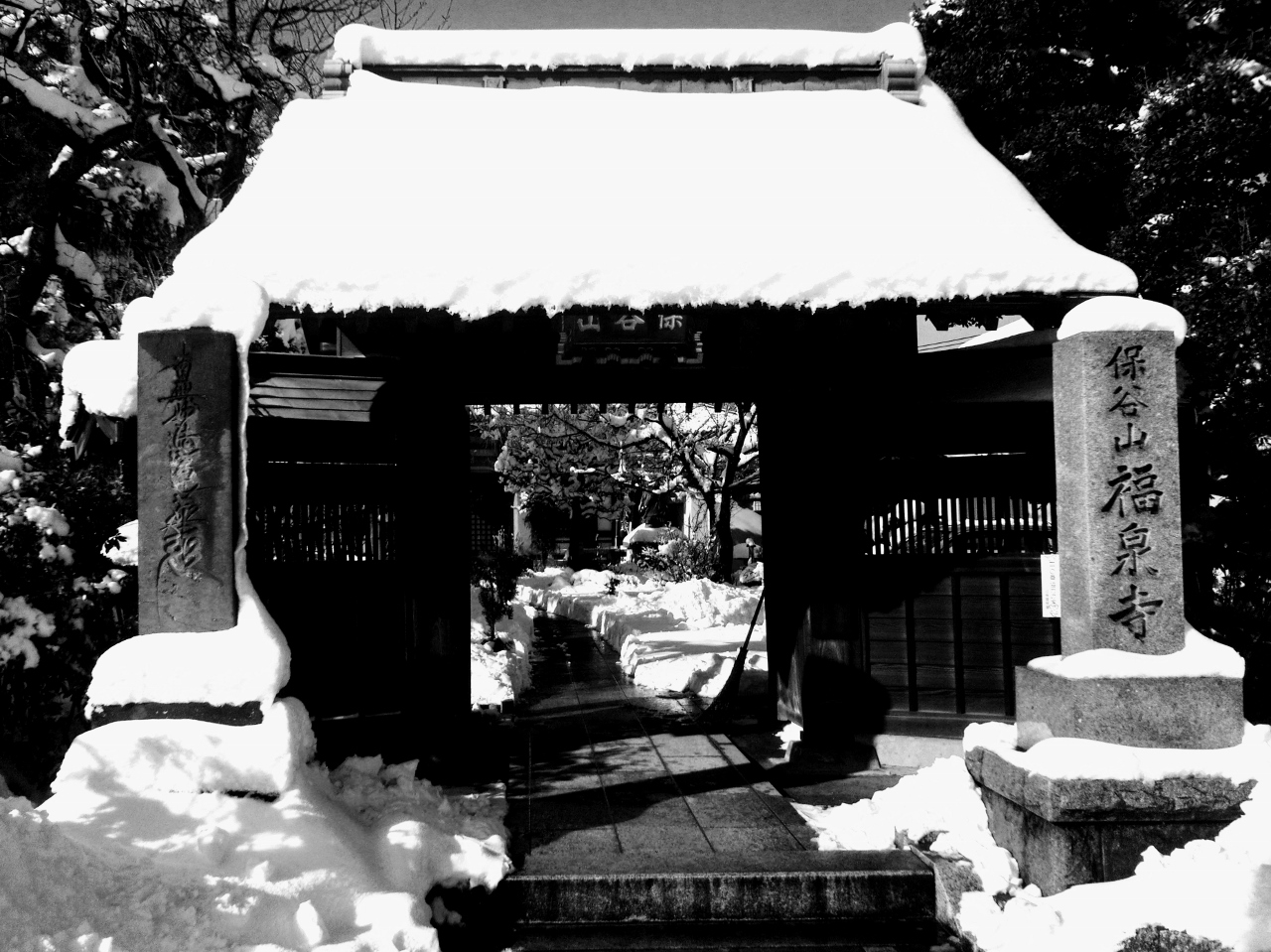
雪の山門 （2018年1月23日撮影）